# Dolores Hidalgo, Chiapas
Dolores Hidalgo är en ort i Mexiko.   Den ligger i kommunen Chicomuselo och delstaten Chiapas, i den sydöstra delen av landet, 800 km sydost om huvudstaden Mexico City. Dolores Hidalgo ligger 664 meter över havet och antalet invånare är 170.
Terrängen runt Dolores Hidalgo är varierad. Runt Dolores Hidalgo är det ganska glesbefolkat, med 27 invånare per kvadratkilometer. Närmaste större samhälle är Chicomuselo, 14,8 km söder om Dolores Hidalgo. I omgivningarna runt Dolores Hidalgo växer huvudsakligen savannskog.